# The Wendy Williams Show

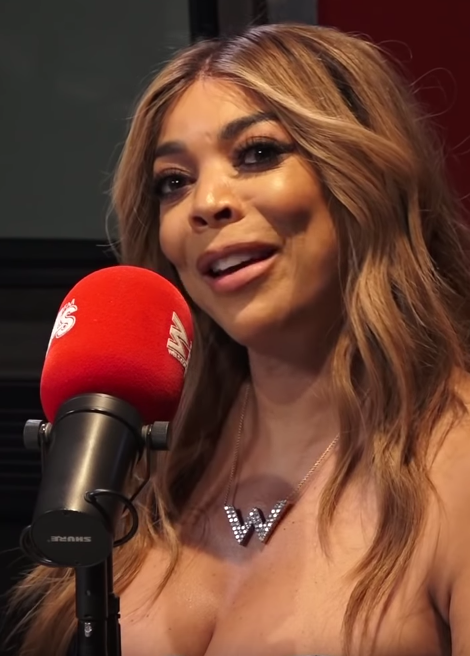
Wendy Williams

The Wendy Williams Show, abbreviato Wendy,  è un talk show televisivo statunitense condotto da Wendy Williams. Nominato tredici volte ai Daytime Emmy Award, dal 2008 alla sua chiusura definitiva nel 2022 è stato uno dei talk show di maggior successo negli Stati Uniti, registrando una media di 1.6 milioni di spettatori per episodio.
Trasmesso su canali Fox, CBS e NBC in oltre cinquanta stati, il programma tratta principalmente di notizie riguardanti celebrità, lifestyle e notizie sociali e politiche.

## Struttura e concept del programma
Il programma si basa sul concept di un talk show che si concentra principalmente su notizie e pettegolezzi sulle celebrità, oltre su consigli sullo stile di vita.
Ogni episodio inizia con "Hot Topics", un segmento di apertura - di solito in esecuzione 18 a 21 minuti, a seconda del numero di storie presenti, in cui Williams discute principalmente i titoli dei tabloid e notizie celebrità, e fornisce le sue opinioni, spesso rivolgendosi alle celebrità direttamente e dando loro consigli alla telecamera. Occasionalmente, gli argomenti incorporati nel segmento possono coinvolgere questioni di attualità, notizie inattuali non legate all'industria dell'intrattenimento e aspetti della vita privata della conduttrice. Il pubblico in studio ha una certa partecipazione attiva nel segmento, con la Williams che spesso interroga con un applauso su un particolare punto della storia in discussione.
Altri segmenti che ricorrono nelle puntate sono "Wendy's Got You Covered" (dettagliando le storie di copertina di moda e riviste di lifestyle), il "Hot Shot of the Day" (mettendo in mostra una foto di una particolare celebrità), il "Clip of the Day" (di solito con clip o promo da programmi televisivi prossimi) e "Celebrity Shout-Out" (raccontando in maniera dettagliata la vita di una celebrità, evidenziando eventuali controversie). "Hot Talk Panel" è un segmento in cui Williams, assieme a quattro giornalisti, discutere di notizie e questioni di attualità sociali e politiche; "What's Trending Now", un segmento occasionale che mette in mostra video virali, e dettaglia le ultime tendenze di moda e bellezza che fanno tendenza sui social media; "Ask Wendy" un segmento in cui la Williams dà ai membri del pubblico consigli su come affrontare i loro problemi di lavoro, familiari o di relazione.
Due volte a settimana Williams intervista una singola celebrità ospite; occasionalmente sono presenti performance musicali.

## Broadcast
Il 21 aprile 2008, Fox Television Stations ha disposto una sessione di prova dello show per le stazioni di proprietà del gruppo, in onda dopo i loro notiziari locali del mattino nei giorni feriali. A seguito dei risultati positivi del periodo di prova Debmar-Mercury ha ritirato il programma per un lancio a livello nazionale, e attraverso ulteriori gruppi di stazioni televisive, comprese la CBS, NBC, Tribune Broadcasting, Line TV, Cox Media Group, Local TV LLC, Raycom Media, New Vision Television e la Meredith Corporation, coprendo più del 95% delle reti degli Stati Uniti. Dal 2009 il talk show viene trasmesso anche dalla BET.
Lo show ha debuttato fuori dagli Stati Uniti su BET International nel luglio 2010, venendo trasmesso nel Regno Unito e in numerosi stati africani. Nel Regno Unito, il Wendy William Show rimane lo show più visto su BET. In Sudafrica lo show ha debuttato su BET Africa nel 2014 e da allora è stato lo show più visto sulla rete con circa 4-5 milioni di spettatori al giorno.
Nel marzo 2020, la produzione della serie fu interrotta a causa della pandemia di COVID-19. Nell'aprile 2020, fu annunciato che la serie sarebbe tornata in televisione a partire dal 6 aprile, con lo show registrato da casa Williams. Il 21 settembre 2021 il programma torna ad essere registrato in studio con pubblico ridotto.

## Cambi di conduzione del programma
Il 12 ottobre 2021 viene annunciato che la tredicesima edizione del programma non sarà condotta per la prima volta in dodici edizioni da Williams per un aggravamento delle condizioni di salute della conduttrice a causa della malattia di Graves di cui soffre. Inizialmente viene comunicato che la conduzione sarà affidata da Whitney Cummings e Sherri Shepherd sino a novembre.
A fine novembre viene riconfermata l'assenza della Williams sino a dicembre, venendo sostituita da Michael Rapaport, Bill Bellamy, Jerry Springer e Steve Wilks. Alla lista di conduttori vengono aggiunti nelle settimane successive anche Devyn Simone, Bevy Smith, Michael Yo, Leah Remini, Michelle Visage, Fat Joe e Remy Ma.
Il produttore esecutivo dello show, David Perler, ha annunciato che nel gennaio 2022 la conduzione con ospiti esterni sarà prolungata, con la partecipazione di Fat Joe, Remy Ma, Michael Rapaport, Kym Whitley, Finesse Mitchell e Sherri Shepherd. Il 26 febbraio viene annunciata la chiusura dello show dopo 15 anni di trasmissione, vista l'impossibilità della Williams di poter ritornare a registrare; al suo posto sorgerà a partire da giugno 2022 lo Sherri Shepherd Show, condotto per l'appunto dalla Shepherd.